# Messieurs les petits-bourgeois
Messieurs les petits-bourgeois est une nouvelle d’Anton Tchekhov, parue en 1884.

## Historique
Messieurs les petits-bourgeois est parue dans la revue russe Les Éclats en 1884, sous le pseudonyme Antocha Tchékhonté. 
C'est une nouvelle humoristique sur la corruption et l'inefficacité des pompiers.

## Résumé

### Acte un
Séance du conseil municipal. Simione Vavilytch, le commandant des pompiers, vient demander au conseil d’allouer une somme de dix mille roubles pour la construction d’une nouvelle tour de guet. Il allègue que l’actuelle n’est pas assez haute : les pompiers ne voient pas la ville. Le conseil approuve.
Puis, le maire décide par économie que c’est le commandant des pompiers qui fera faire les travaux. On lui alloue la somme votée.
À la fin de la séance, Simione, se plaignant de sa vieillesse, de sa maladie, et comparant sa situation avec les pompiers parisiens, se fait allouer une prime exceptionnelle de deux cents roubles.

### Acte deux
La sentinelle de la tour de guet annonce à la sentinelle du bas qu’il y a un feu à la scierie. La sentinelle du bas, qui en avait été informée grâce aux passants depuis 30 minutes, sonne l’alarme et avertit le commandant.
Ce dernier ne peut pas s’y rendre tout de suite, il n’est pas habillé. Il donne les ordres pour que les pompiers s’y rendent immédiatement. C’est impossible, il n’y a aucun pompier à la caserne : l’un est allé vendre l’avoine des chevaux de la caserne, l’autre pêcher des écrevisses pour le repas du commandant, le troisième est saoul, le quatrième a pris les chevaux pour aller faire un tour avec une fille.
Résigné, le commandant va passer sa veste et y aller.

## Édition française
- Messieurs les petits-bourgeois, traduit par Madeleine Durand et André Radiguet (révisé par Lily Denis), in Œuvres I, Paris, Éditions Gallimard, coll. « Bibliothèque de la Pléiade » no 197, 1968  (ISBN 978-2-07-0105-49-6).